# Parafia św. Teresy od Dzieciątka Jezus w Etobicoke
Parafia św. Teresy od Dzieciątka Jezus w Etobicoke (ang. St. Teresa's Parish) – parafia rzymskokatolicka położona w zachodniej części Toronto, Etobicoke, w prowincji Ontario, Kanada.
Jest ona parafią wieloetniczną w archidiecezji Toronto, z mszą św. w j. polskim dla polskich imigrantów.
Ustanowiona w 1924 roku. Parafia została dedykowana św. Teresie.

## Historia
Parafia św Teresy została założona we wrześniu 1924 roku przez arcybiskupa Neil NcNeil. Ks. A. T. Clancy został mianowany proboszczem tej parafii.

## Nabożeństwa w j. polskim
- Niedziela – 9:30, 12:30; 19:00